# Konrad Algermissen
Konrad Algermissen (* 19. August 1889 in Harsum; † 22. Oktober 1964 in Hildesheim) war ein deutscher katholischer Dogmatiker, Moraltheologe, Dozent für Diözesangeschichte, Soziologe, Publizist und Ökumeniker.

## Leben
Er besuchte das Gymnasium Josephinum in Hildesheim und studierte an den Universitäten in Freiburg und Rom (Gregoriana), wo er promovierte, und kehrte anschließend nach Hildesheim zurück, wo er 1916 zum Priester geweiht wurde. 1926 leitete er im Volksverein für das katholische Deutschland die Abteilung „Apologetik“. Mit vielen Vorträgen und Aufsätzen setzte er sich für die Ökumene und gegen das Sektentum und die bolschewistische Gefahr ein. Als Domvikar erhielt er 1934 eine Stelle als Dozent am bischöflichen Priesterseminar in Hildesheim und wurde dort 1936 Professor für Dogmatik und Moraltheologie.

## Veröffentlichungen
Im Spätherbst 1934 veröffentlichte er das Buch Germanentum und Christentum – Ein Beitrag zu Geschichte der deutschen Frömmigkeit, das als Antwort auf Alfred Rosenbergs Der Mythus des 20. Jahrhunderts und die nationalsozialistische Weltanschauung zu verstehen war. 
Mit diesem Buch machte er sich bei den Nationalsozialisten keine Freunde. Ein 1934 publizierter Sonderdruck des Kapitels  Studien zum Mythos führte zu Sanktionen gegen ihn. Das Werk wurde 1935 von der NSDAP verboten; Einrichtungen, mit denen der Verfasser verbunden war, wurden die finanziellen Mittel durch den Staat entzogen. Algermissen wurde fortan überwacht.
Das 1938 bereits in der Tschechoslowakei verlegte Buch Die formenden Kräfte des Christentums wurde nach Erscheinen verboten, ebenso die Predigten zur Zeitlage 1940.
Nach Kriegsende wurde Algermissens Schrift Der Bolschewismus, die größte weltanschauliche und ethische Gefahr der Menschheit (Giesel, Hannover 1937) in der Sowjetischen Besatzungszone auf die Liste der auszusondernden Literatur gesetzt.

## Ehrungen
Er wurde am 10. Februar 1942 zum Ehrendomherrn und nach dem Krieg 1946 zum päpstlichen Geheimkämmerer und 1954 zum Domkapitular ernannt.

## Werke (Auswahl)
- Konfessionskunde. 8. Auflage, neu bearbeitet von Heinrich Fries, herausgegeben vom Johann-Adam-Möhler-Institut für Ökumenik. Bonifacius-Druckerei, Paderborn 1969, DNB 454558112, neue Auflage von: Christliche Sekten und Kirche Christi 1928, DNB 571990061.
- Die Gottlosenbewegung der Gegenwart und ihre Überwindung. Joseph Giesel, Hannover 1931; 2. Auflage 1933.
- Germanentum und Christentum: ein Beitrag zur Geschichte der deutschen Frömmigkeit. Giesel, Hannover 1934.
- Der Mythus des XX. Jahrhunderts.  Sonderdruck nach der 4. Auflage von Germanentum u. Christentum, Giesel, Hannover 1934. S. 357–388.
- Die formenden Kräfte des Christentums im Werden des deutschen Volkes. Schlusche, Freudenthal, ČSR 1938.
- Predigten zur Zeitlage. 2., verbesserte Auflage. Borgmeyer, Hildesheim 1940.
- Gewissen und Gewissensverantwortung im privaten und öffentlichen Leben. Bitter,  Recklinghausen 1946.
- Kirche und Gegenwart: Besinnliches zur heutigen religiös-kulturellen Lage. 3. Auflage. Giesel, Velle 1946.
- Nietzsche und das Dritte Reich. Giesel, Celle 1946.
- Das werdende Menschenleben im Schutze der christlichen Ethik: zur Auseinandersetzung um den § 218 StGB. 2., verbesserte Auflage, Giesel, Celle 1947.
- Die Zeugen Jehovas. Giesel, Celle 1949.
- Kirchengeschichte von den Anfängen bis zur Gegenwart. Giesel, Celle 1956.
- Das Sektenwesen der Gegenwart. Pattloch, Aschaffenburg 1960.
- Lexikon der Marienkunde. Pustet, Regensburg 1967.